# Tour de Palencia
Le Tour de Palencia (en espagnol : Vuelta a Palencia) est une course cycliste par étapes espagnole disputée dans la province de Palencia, en Castille-et-León. 
En 2017, l'épreuve est annulée en raison de problèmes économiques. Non organisée de nouveau en 2018, elle reprend sa place dans le calendrier à partir de 2019.

## Palmarès récent
| Année     | Vainqueur                   | Deuxième          | Troisième             |
| --------- | --------------------------- | ----------------- | --------------------- |
| 1986      | Arturo Gueriz               |                   |                       |
| 1987      | E. Alcides                  |                   |                       |
| 1988      | Aitor Garmendia             |                   |                       |
| 1989      | Aitor Garmendia             |                   |                       |
| 1990      | Carmelo Miranda             |                   |                       |
| 1991      | Rodolfo Jiménez (es)        |                   |                       |
| 1992      | Félix García Casas          |                   |                       |
| 1993      | Juan Manuel Toribio         |                   |                       |
| 1994      | Borja Izkara                |                   |                       |
| 1995      | Daniel Atienza              |                   |                       |
| 1996      | Manuel Rodriguez G.         |                   |                       |
| 1997      | José Villalón               |                   |                       |
| 1998      | Adrián Palomares            |                   |                       |
| 1999      | Koldo Gil                   | Gorka González    | Oleg Kachirine        |
| 2000      | Patxi Vila                  | Antonio López     | Oleg Kachirine        |
| 2001      | Pedro Arreitunandia         | Xavier Tondo      | Andrei Korovine       |
| 2002      | Cristian Climent            | Pablo de Pedro    | Maxim Gourov          |
| 2003      | José Rafael Martínez        | Alejandro Barbero | Efraín Gutiérrez      |
| 2004      | David Martín Peribánez (es) | Daniel Navarro    | Aaron Villegas        |
| 2005      | Diego Gallego               | Mario García      | Juan Carlos López     |
| 2006      | Juan Carlos Escámez         | Raúl Santamarta   | Antonio Piedra        |
| 2007      | Arturo Mora                 | Higinio Fernández | José Manuel Ballesta  |
| 2008      | Arturo Mora                 | Dmitrii Ignatiev  | Ángel Madrazo         |
| 2009      | Higinio Fernández           | Alexander Ryabkin | Antonio Cervera       |
| 2010      | Sergey Chernetskiy          | Karol Domagalski  | Samuel Nicolás        |
| 2011      | Jesús Ezquerra              | Román Osuna       | Víctor Holgado        |
| 2012      | David Desmecht              | Thomas Vanbesien  | Cristóbal Sánchez     |
| 2013      | Cristian Cañada             | Tiesj Benoot      | Edison Bravo          |
| 2014      | Miguel Ángel Benito         | Alain Santamaría  | Enric Mas             |
| 2015      | Víctor Etxeberria           | Enric Mas         | Gabriel Reguero       |
| 2016      | Óscar Rodríguez             | Jaime Castrillo   | Héctor Carretero      |
| 2017-2018 | non organisé                | non organisé      | non organisé          |
| 2019      | Oier Lazkano                | Magnus Brynsrud   | Iñigo González Ibarra |